# Seminars in Oncology
Seminars in Oncology is een internationaal, aan collegiale toetsing onderworpen wetenschappelijk tijdschrift op het gebied van de oncologie. De naam wordt in literatuurverwijzingen meestal afgekort tot Semin. Oncol. Het wordt uitgegeven door Elsevier en verschijnt tweemaandelijks.